# Adlerwand
Die Adlerwand ist eine Geländestufe der Mountaineer Range nahe der Borchgrevink-Küste im ostantarktischen Viktorialand. Sie ragt an der Südflanke des unteren Abschnitts des Mariner-Gletschers westlich dessen Einmündung in die Lady Newnes Bay auf.
Wissenschaftler der deutschen Expedition GANOVEX III (1982–1983) nahmen ihre Benennung vor. Benannt ist sie nach dem Spitznamen „Antarktisadler“ des an der Forschungsreise beteiligten Hubschrauberpiloten Endel Sutt.